# Mark Galeotti

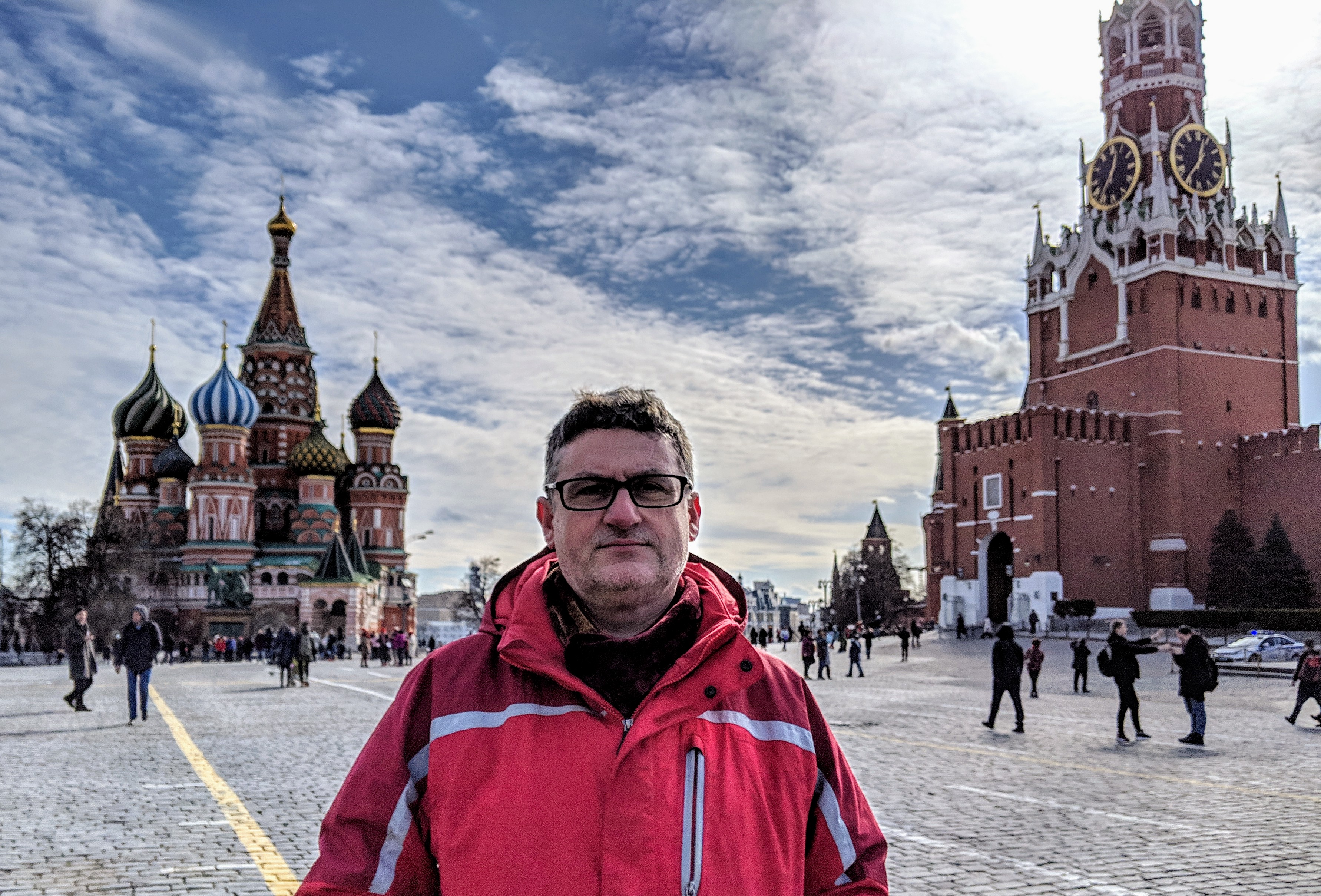
Mark Galeotti (2019)

Mark Galeotti (* 1965) ist ein britischer Historiker und Experte für russische Sicherheitspolitik. 

## Leben
Galeotti wurde in der Betreuung von Dominic Lieven über den Einfluss des Afghanistan-Krieges (1979–1989) auf die Sowjetunion promoviert. Nach einer Tätigkeit am Foreign and Commonwealth Office und einem Lehrauftrag an der Keele University wechselte er zunächst als Vorstand des Zentrums für Internationale Angelegenheiten an die New York University.
Von 1991 bis 2006 schrieb er eine monatliche Kolumne über russische und post-sowjetische Sicherheitsbelange für Jane’s Intelligence Review. Er schreibt weiterhin für Jane’s, aber auch für die Oxford Analytica, wo er u. a. die Themen russische Sicherheitspolitik, d. h. also internationale Verbrechen und Terrorismus abdeckt. Von Juli 2011 bis 2013 schrieb er eine regelmäßige Kolumne Siloviks & Scoundrels für The Moscow News. Zudem können seine Beiträge auf seinem eigenen Blog In Moscow’s Shadows eingesehen werden, welcher auch einen Podcast betreibt.
Im Oktober 2018 erklärte er nach den Mord-Aktivitäten des Militärgeheimdienstes GRU im Fall von Sergei Skripal und der Spionage gegen WADA und die OPCW solle man weniger über den GRU reden als darüber, dass diese Aktionen die sichtbare Spitze der Außenpolitik des Kremls seien. Im Januar 2019 schrieb er, der russische Staat vermische für seine „Arbeit im Dunkeln“ im Ausland seine Dienste mit Kriminellen.
Er ist honorary professor an der UCL School of Slavonic and East European Studies und senior associate fellow beim Royal United Services Institute, dem Council on Geostrategy an der University of Cambridge sowie der London School of Economics and Political Science. Er leitet das Zentrum für Europäische Sicherheit am Institut für Internationale Beziehungen in Prag.
Er beriet die NATO und verschiedene Regierungen.

## Werke
- The Weaponisation of Everything: A Field Guide to the New Way of War. Yale University Press, New Haven 2022, ISBN 978-0-300-25344-3.
- Putin's Wars: From Chechnya to Ukraine. Osprey 2022
- A Short History of Russia. Hanover Square Press, New York 2020
  - Die kürzeste Geschichte Russlands. Dt. von Stephan Pauli, Ullstein, Berlin 2022, ISBN 978-3-548-06800-8
- We Need to Talk About Putin: How the West gets him wrong. Ebury, London 2019, ISBN 978-1-5291-0359-5.
- The Vory: Russia’s Super Mafia. Yale University Press, New Haven 2018, ISBN 978-0-300-18682-6.